# Keres cojer? = Guan tu fak
Keres cojer? = Guan tu fak es una novela del escritor argentino Alejandro López. Es la primera de una trilogía que se completaría con (22 x 7) Flor de Chongo y Las aventuras de Vanessa en Amérika. El autor define su texto: «ni policial, ni porno, ni historia de amor. Es un collage, un Web-thriller en tono de comedia negra» (Repar).

## Argumento y construcción del texto
«El hilo conductor del relato es el chat que mantienen Vanessa (travesti que vive en Buenos Aires y está por viajar a California [“viaje que todos de antemano sabemos que no va a realizar” {Wendorff: 366}]) y Ruth, su prima (prófuga de la Justicia por una causa de sustracción de menores hecha pública por Telenoche Investiga)» (Dorr, 2005). Según Ledesma (2013: 3):

El eje principal de la novela de López se centra en los chats que un travesti mantiene con su prima radicada en Paraguay y se completa con distintas discursividades fragmentadas (mails, chats eróticos de portales del corazón,
desgrabaciones de escuchas telefónicas, recortes de diarios, fotos e incluso videos subidos a la web) que arman una historia policial donde se cruzan la marginalidad y el delito.

Huttner (2009) realiza un pormenorizado resumen de la novela, además de describir someramente su estructura:

De sus veintiún capítulos, siete son reproducciones de los chats entre Vanesa y Ruth, y cinco son reproducciones de correos electrónicos entre ellas. Juntos, estos doce capítulos cuentan la historia primaria. Los otros nueve capítulos sirven como fondo para clarificar la historia de los personajes, y explican los eventos del pasado que se relacionan con la historia primaria. Además, estos capítulos son escritos en diferentes formas: grabaciones, trascripciones, cartas, y reportes de seguimientos policiales.

## Recepción crítica
Este texto, desde temprano, recibió críticas diversas, tanto desde el ámbito académico como desde el periodismo cultural. Mientras que Daniel Link consideró la novela «uno de los acontecimientos literarios del año» (Repar), Beatriz Sarlo la defenestró desde las páginas de Punto de vista.
Repar, en un artículo periodístico, señaló que en el ámbito crítico se definió a López como «el nuevo Puig», a lo que este respondió «no me puedo quejar, pero no creo que él pueda estar muy contento con eso». En este sentido, la profesora Beatriz Sarlo, adoptando una evidente aunque inexplicitada postura ortodoxamente batailleana, atacó duramente la novela en su artículo «¿Pornografía o fashion?». En este opone la literatura de López a la de Manuel Puig con el objetivo de, en palabras de la investigadora Elsa Drucaroff (2011: 221), «mostrar cómo el consagrado autor ya fallecido hace muy bien lo que López, novel y aún vivo, hace insalvablemente mal».